# 富用站
富用站是位于广西壮族自治区柳州市融安县长安镇珠玉村富用屯的一个铁路车站，邮政编码545502。车站建于1979年，有焦柳铁路经过该站，现仅办理货运业务，不办理客运业务。车站距离月山站1480公里，隶属南宁局集团，是四等站。